# Noëlla Dinant
Noëlla Joséphine Micheline Dinant (Bergen, 25 december 1919 - 10 mei 1985) was een Belgisch politica voor de PCB.

## Levensloop
De vader van Noëlla, Albert Dinant, was arbeider en socialistisch militant. Van 1952 tot 1958 was hij gemeenteraadslid van Bergen. Hij was tijdens de Eerste Wereldoorlog naar Engeland gevlucht en trouwde er met Marie Constance Somers, met wie hij vier kinderen had. Noëlla was de oudste. Ze behaalde een diploma in boekhouden in de École Industrielle in Bergen en de Université du Travail in Charleroi en werd lerares aan de technische school in Cuesmes. 
Vanaf 1936 was ze actief bij de socialistische jongeren en nam ze deel aan steunacties voor de Republikeinen in Spanje tijdens de burgeroorlog. Tijdens de Tweede Wereldoorlog trad ze toe tot het Onafhankelijkheidsfront, terwijl ze ook meewerkte aan activiteiten ten voordele van de krijgsgevangenen. In 1944 trad ze toe tot de Kommunistische Partij van België, tot woede van haar vader. Van 1947 tot 1954 werkte ze in verschillende ministeries waar communisten werden binnengeloodst: Wederopbouw, Begroting, Volksgezondheid. Van 1954 tot aan haar pensioen in 1980 was ze opnieuw actief (of met verlof) in het onderwijs, waar ze militeerde voor de socialistische vakcentrale CGSP. Ze was ondertussen getrouwd met de heer Leroy, kreeg een zoon, maar het huwelijk strandde weldra.
Van 1968 tot 1976 was Noëlla Dinant lid van het Centraal Comité van de Kommunistische Partij. Van 1965 tot 1972 was ze voor deze partij provincieraadslid in Henegouwen. Ze was er communistisch fractieleider. Ze was ook actief in de Waalsgezinde drukkingsgroep Mouvement Populaire Wallon als ondervoorzitter voor de regionale afdeling voor de Borinage, een functie ze van 1961 tot het einde van de jaren 1970 uitoefende als vertegenwoordiger van de PCB. Ze stond als opvolger op de kieslijst voor de wetgevende verkiezingen in 1971 en werd in 1972 effectief lid van de Kamer van volksvertegenwoordigers voor het arrondissement Bergen, na het plotselinge overlijden van Marc Drumaux. Ze zette zich voornamelijk in voor het uit het strafrecht halen van abortus en voor de verlaging van de stemgerechtigde leeftijd tot 18 jaar. Ze vervulde het parlementaire mandaat tot in 1981, met een korte onderbreking in 1977-1978. Als gevolg van de toen bestaande dubbelmandaten zetelde ze tijdens haar parlementaire loopbaan eveneens in de Cultuurraad voor de Franse Cultuurgemeenschap (1972-1977 en 1979-1980), de voorlopige Waalse Gewestraad (1974-1977) en de Waalse Gewestraad en de Raad van de Franse Gemeenschap (1980-1981).